# Wahlen 1969
◄◄ | ◄ | 1965 | 1966 | 1967 | 1968 | Wahlen 1969 | 1970 | 1971 | 1972 | 1973 | ► | ►►

Weitere Ereignisse
Die Liste der Wahlen 1969 umfasst Parlamentswahlen, Präsidentschaftswahlen, Referenden und sonstige Abstimmungen auf nationaler und subnationaler Ebene, die im Jahr 1969 weltweit abgehalten wurden.

## Termine
| Land           | Datum                        | Link zur Wahl 1969                                    | Link zur vorigen Wahl | Bemerkungen                                                                                                   |
| -------------- | ---------------------------- | ----------------------------------------------------- | --------------------- | --- |
| Äthiopien      | unbekannt                    | Parlamentswahl in Äthiopien                           | 1965                  | |
| Ägypten        | 8. und 13. Jan.              | Parlamentswahl in der Vereinigten Arabischen Republik |                       | [ 2 ] |
| Thailand       | 10. Februar                  | Parlamentswahl in Thailand                            |                       | [ 3 ] |
| Chile          | 2. März                      | Parlamentswahl in Chile                               |                       | [ 4 ] |
| BR Deutschland | 5. März                      | Wahl des deutschen Bundespräsidenten                  | 1964                  | |
| Österreich     | 23. März                     | Landtagswahl in Salzburg                              | 1964                  | |
| Somalia        | 26. März                     | Parlamentswahl in Somalia                             | 1964                  | letzte freie Wahl bis 2016                                                                                    |
| Jugoslawien    | 13., 23. April und 6.–9. Mai | Parlamentswahl in Jugoslawien                         |                       | [ 5 ] |
| St. Lucia      | 25. April                    | Parlamentswahl in St. Lucia 1969                      | 1964                  | |
| Frankreich     | 27. April                    | Referendum zur Senats- und Regionalreform             |                       | die Reformen wurden abgelehnt, deshalb Rücktritt Charles de Gaulles als Präsident                             |
| Österreich     | 27. April                    | Landtags- und Gemeinderatswahl in Wien                | 1964                  | |
| Frankreich     | 1. und 15. Juni              | Präsidentschaftswahl in Frankreich                    | 1965                  | Wahl war durch den Rücktritt Charles de Gaulles wegen des verlorenen Referendums vom 27. April nötig geworden |
| Polen          | 1. Juni                      | Parlamentswahl in Polen                               |                       | [ 6 ] |
| Irland         | 18. Juni                     | Parlamentswahl in Irland                              | 1965                  | |
| Indien         | 16. August                   | Präsidentschaftswahl in Indien                        | 1967                  | |
| Afghanistan    | 29. Aug. – 11. Sep.          | Parlamentswahl in Afghanistan                         | 1965                  | [ 7 ] |
| Ghana          | 29. August                   | Parlamentswahlen in Ghana                             | 1965                  | |
| San Marino     | 7. September                 | Parlamentswahl in San Marino                          | 1964                  | |
| Norwegen       | 8. September                 | Parlamentswahl in Norwegen                            | 1965                  | |
| BR Deutschland | 28. September                | Bundestagswahl                                        | 1965                  | |
| Ruanda         | 28. September                | Parlamentswahl in Ruanda                              |                       | [ 8 ] |
| Türkei         | 12. Oktober                  | Wahl zur Nationalversammlung in der Türkei            | 1965                  | |
| Botswana       | 18. Oktober                  | Parlamentswahl in Botswana                            |                       | [ 9 ] |
| Österreich     | 19. Oktober                  | Landtagswahl in Niederösterreich                      | 1964                  | |
| Österreich     | 19. Oktober                  | Landtagswahl in Vorarlberg                            | 1964                  | |
| Australien     | 25. Oktober                  | Parlamentswahl in Australien                          |                       | [ 10 ] |
| Portugal       | 26. Oktober                  | Parlamentswahl in Portugal                            |                       | [ 11 ] |
| Tunesien       | 2. November                  | Parlamentswahl in Tunesien                            |                       | [ 12 ] |
| Philippinen    | 11. November                 | Parlamentswahl auf den Philippinen                    |                       | [ 13 ] |
| Neuseeland     | 29. November                 | Parlamentswahl in Neuseeland                          |                       | [ 14 ] |
| Kenia          | 6. Dezember                  | Parlamentswahlen in Kenia                             | 1963                  | erste Wahlen nach der Unabhängigkeit, jedoch keine freien Wahlen                                              |
| Schweiz        | 10. Dezember                 | Bundesratswahl                                        | 1967                  | |
| Tschad         | 14. Dezember                 | Parlamentswahl im Tschad                              |                       | [ 16 ] |
| Japan          | 27. Dezember                 | Shūgiin-Wahl                                          |                       | |
| Israel         | 28. Dezember                 | Parlamentswahl in Israel                              |                       | [ 17 ] |